# The Navigators
The Navigators, auch The Navigators – Geschichten von den Gleisen ist ein Film von Ken Loach, der von der Privatisierung der British Rail handelt.

## Handlung
Der Film zeigt eine Gruppe Eisenbahnarbeiter, die seit Jahren im Eisenbahndepot Sheffield (Yorkshire) zusammenarbeiten: Paul, Mick, Len und Gerry. Gerry ist Gewerkschafter. Wegen der Privatisierung der britischen Bahn nehmen immer mehr Arbeiter ihres Depots den Hut sowie die Entlassungsprämie und passen sich den Gesetzen des freien Marktes an. Sie verdingen sich zu schlechteren Bedingungen als Unterauftragnehmer an gleicher Stelle wie früher. Schlechter sind auch die Sicherheitsbedingungen. Das geht so weit, dass sie die wahre Todesursache ihres Kollegen vertuschen, um ihren Job zu behalten, als der Kollege bei Gleisbauarbeiten von einer Lokomotive angefahren wird.

## Auszeichnungen
- 2001: Rota Soundtrack Award auf den Internationalen Filmfestspielen von Venedig für Georges Fenton
- 2001: Children and Cinema Award auf den Internationalen Filmfestspielen von Venedig für Ken Loach
- 2002: BAFTA TV Award in der Kategorie Bester Drehbuchautor (best new writer) Rob Dawber

## Kritik
„Ein engagierter ‚Arbeiterfilm‘, der die Dialektik von Privatheit und Öffentlichkeit, Solidarität und Klassenbewusstsein vor Augen führt. Die semi-dokumentarische Inszenierung vermittelt präzise Informationen über die britische Gesellschaft und deren Arbeitswelt.“